# Concepción del Uruguay
Concepción del Uruguay is een plaats in het Argentijnse bestuurlijke gebied  Uruguay in de provincie  Entre Ríos. De plaats telt 64.954 inwoners.

## Geboren
- José Chamot (17 mei 1969), voetballer